# Trường Xà
Chòm sao Trường Xà, (chữ Hán 長蛇; tiếng La Tinh: Hydra) là một trong 48 chòm sao Ptolemy và cũng là một trong 88 chòm sao hiện đại, mang hình ảnh con rắn biển.
Chòm sao rộng lớn này có diện tích 1303 độ vuông, nằm trên thiên cầu nam, chiếm vị trí thứ nhất trong danh sách các chòm sao theo diện tích. Chòm sao Trường Xà nằm kề các chòm sao Tức Đồng, Cự Giải, Tiểu Khuyển, Bán Nhân Mã, Ô Nha, Cự Tước, Sư Tử, Thiên Xứng, Sài Lang, Kỳ Lân, Thuyền Vĩ, La Bàn, Lục Phân Nghi và Xử Nữ
|  |

## Thiên thể
Các thiên thể đáng quan tâm
- Sao khổng lồ đỏ H Hydrae
- Sao biến đổi kiểu Mira R Hydrae, là sao biến đổi có chu kì dài nhất đã biết đến ứng với 13 tháng.
- Tinh vân hành tinh NGC 3242
- Thiên hà xoắn ốc M 83 với ba thanh ngang, là một trong những thiên hà có cấp sao biểu kiến sáng nhất
- Cụm sao mở M 48 hay NGC 2548